# Tayron Guerrero

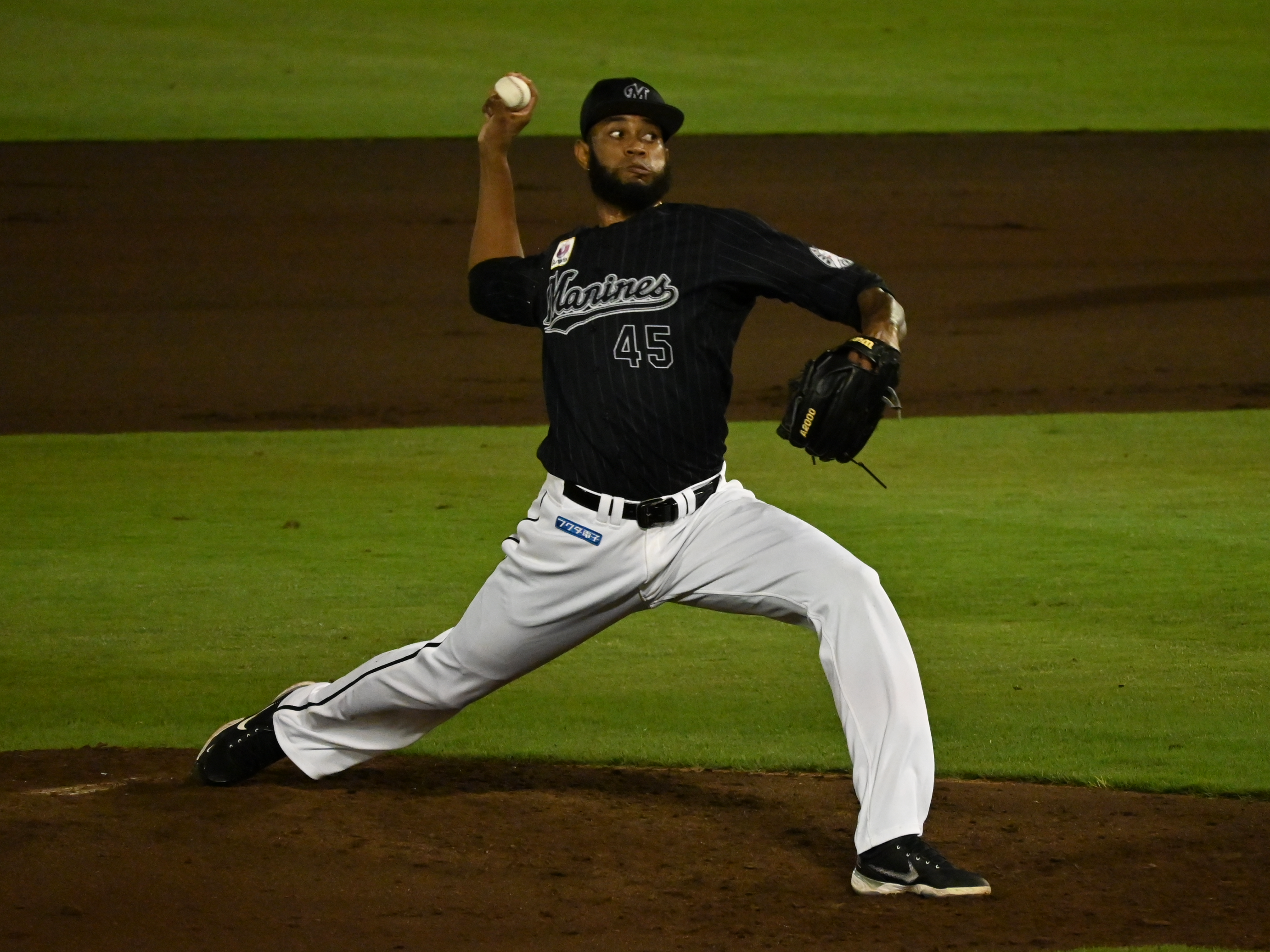
Guerrero con Chiba Lotte Marines en Japón.

Tayron Luis Guerrero (Bocachica, Cartagena de Indias, 9 de enero de 1991) es un beisbolista profesional colombiano como lanzador que ha jugado para San Diego Padres y Miami Marlins de las Grandes Ligas de Béisbol.

## Carrera en la MLB

### Padres de San Diego
Los Padres firmaron a Guerrero como un agente libre aficionado en 2009. En 2014, comenzó la temporada con el Fort Wayne TinCaps de la Liga Clase A del Medio Oeste antes de ser promovido al Lake Elsinore Storm de la Clase A Avanzada de la Liga de California. Guerrero jugó en el Juego de Futures All-Star 2014. Después de la temporada, el San Diego Padres asignó a Guerrero a la Liga de Otoño de Arizona para continuar su desarrollo.
Fue convocado a las Grandes Ligas el 15 de mayo de 2016. hizo su debut el 17 de mayo
El 29 de julio de 2016, Los Padres intercambiaron a Guerrero, Andrew Cashner, Colin Rea y consideraciones en efectivo a los Marlins de Miami a cambio de Josh Naylor, Jarred Cosart, Carter Capps, y Luis Castillo.

### Marlins de MIami
En el 2017 disputa 34 juegos en ligas menores, pasando al equipos de ligas mayores en los entrenamientos de verano y finalmente para la pretemporada de 2018.
En el 2018 actúa en 60 juegos como relevista con marca de uno ganado y tres perdidos con efectividad de 5.43.
En el 2019 ve acción en 53 juegos con marca de uno ganado y dos perdidos con efectividad de 6.26.

### Medias Blancas de Chicago (Ligas Menores)
El 6 de diciembre de 2019 los Medias Blancas de Chicago lo reclaman de waivers, para la temporada de 2020 participa en el spring training pero no es incluido en el roster de inicio de temporada.

### Rojos de Cincinnati (Ligas Menores)
El 7 de enero de 2023 los Rojos de Cincinnati adquiere a Guerrero con un contrato de liga menor con invitación al spring training.
Tayron es liberado del equipo Louisville Bats de Triple A el 16 de junio tras no obtener victorias con cuatro derrotas y promedio de carreras limpias de 11.51 en 20 juegos.

### Angelinos de Los Angeles
Angelinos firma a Tayron a contrato de liga menor para el 2024.

## Números usados en las Grandes Ligas
- 55 San Diego Padres (2016)
- 56 Miami Marlins (2018-2019)

## Estadísticas de pitcheo en Grandes Ligas
Ha jugado en dos equipos de la Liga Nacional
| Año   | Equipo           | Liga | Juegos | W | L | W-L  | ERA  | SV | K   |
| ----- | ---------------- | ---- | ------ | - | - | ---- | ---- | -- | --- |
| 2016  | San Diego Padres | NL   | 1      | 0 | 0 |      | 4.50 | 0  | 0   |
| 2018  | Miami Marlins    | NL   | 59     | 1 | 3 | .250 | 5.43 | 0  | 68  |
| 2019  | Miami Marlins    | NL   | 53     | 1 | 2 | .333 | 6.26 | 0  | 43  |
| TOTAL |                  |      | 113    | 2 | 5 | .286 | 5.77 | 0  | 111 |

## Estadísticas en Clásico Mundial
Estas son las estadísticas de pitcheo en el Clásico Mundial.
| Año   | Equipo   | Fase    | Entradas | W | L | W-L | ERA  | SV | K |
| ----- | -------- | ------- | -------- | - | - | --- | ---- | -- | - |
| 2017  | Colombia | Clásico | 1.0      | 0 | 0 |     | 0.00 | 0  | 2 |
| TOTAL |          |         | 1.0      | 0 | 0 |     | 0.00 | 0  | 2 |

## Ligas Invernales
Equipos en los que actuó por las diferentes Ligas Invernales.
| Equipo                   | Liga                                                   | País                               | Temporada |
| ------------------------ | ------------------------------------------------------ | ---------------------------------- | --------- |
| Tigres de Cartagena      | Liga Profesional de Béisbol Colombiano                 | Bandera de Colombia                | 2013-14   |
| Tigres de Aragua         | Liga Venezolana de Béisbol Profesional                 | Bandera de Venezuela               | 2015-16   |
| Águilas del Zulia        | Liga Venezolana de Béisbol Profesional                 | Bandera de Venezuela               | 2016-17   |
| Tigres de Cartagena      | Liga Profesional de Béisbol Colombiano                 | Bandera de Colombia                | 2017-18   |
| Tigres del Licey         | Liga de Béisbol Profesional de la República Dominicana | Bandera de la República Dominicana | 2019-20   |
| Diablos Rojos de México  | Liga Mexicana de Beisbol                               | Bandera de México                  | 2023      |
| Naranjeros de Hermosillo | Liga Mexicana del Pacífico                             | Bandera de México                  | 2023-24   |

## Liga de Japón
Tayron es contratado por el equipo Chiba Lotte Marines perteneciente a la Liga del Pacífico en Japón. Guerrero vuelve a firmar con el equipo japonés para la temporada 2025.
| Equipo              | Liga                                 | País             | Temporada |
| ------------------- | ------------------------------------ | ---------------- | --------- |
| Chiba Lotte Marines | Liga Japonesa de Béisbol Profesional | Bandera de Japón | 2022      |
| Chiba Lotte Marines | Liga Japonesa de Beisbol Profesional | Bandera de Japón | 2025      |